# Waniliowe (singel)
Waniliowe – szósty singel polskiej piosenkarki Lanberry z jej czwartego albumu studyjnego, zatytułowanego Obecna. Singel został wydany 16 listopada 2022.
Kompozycja znalazła się na 15. miejscu listy OLiA, najczęściej odtwarzanych utworów w polskich rozgłośniach radiowych.

## Geneza utworu i historia wydania
Utwór napisali i skomponowali Małgorzata Uściłowska, Monika Wydrzyńska, Karol Serek i Paweł Wawrzeńczyk.
Singel ukazał się w formacie digital download 16 listopada 2022 w Polsce za pośrednictwem wytwórni płytowej Agora w dystrybucji QL City. Piosenka została umieszczona na czwartym albumie studyjnym Lanberry – Obecna.
16 lutego 2023 utwór został zaprezentowany telewidzom stacji TVN w programie Dzień dobry TVN.

## „Waniliowe” w stacjach radiowych
Nagranie było notowane na 15. miejscu w zestawieniu OLiA, najczęściej odtwarzanych utworów w polskich rozgłośniach radiowych.

## Teledysk
Do utworu powstał tzw. „lyric video” („teledysk tekstowy”). Za animacje odpowiedzialna była Maria Jagłowska, a za zdjęcia Karolina Krasińska. Udostępniony został w dniu premiery singla za pośrednictwem serwisu YouTube.

## Lista utworów
- Digital download[2]

1. „Waniliowe” – 2:51

## Notowania
| Kraj   | Lista (2023)                   | Najwyższa pozycja |
| ------ | ------------------------------ | ----------------- |
| Polska | OLiS – oficjalna lista airplay | 15                |

| Kraj   | Lista (2023)                   | Pozycja |
| ------ | ------------------------------ | ------- |
| Polska | OLiS – oficjalna lista airplay | 96      |